# Wrestle Association R
Wrestle Association R, anteriormente conocida como Wrestle and Romance, fue una empresa de lucha libre profesional japonesa fundada en 1992 por Genichiro Tenryu. Fue creada para sustituir a Super World of Sports, la anterior promoción de Tenryu.
El funcionamiento de WAR fue considerablemente diferente al de las demás empresas de lucha del momento, ya que la mayoría de su plantilla estaba compuesta por freelancers y trabajadores de otras promociones, por lo que sus programas eran casi siempre all-star. WAR tuvo acuerdos de trabajo con empresas como New Japan Pro Wrestling, Frontier Martial-Arts Wrestling, Tokyo Pro Wrestling, Kitao Dojo y Union of Wrestling Forces International. Además, fue la primera empresa de Japón en crear un campeonato de peso crucero en parejas, antes de que New Japan y otras copiasen la idea.
En 1998, la empresa comenzó a descender en su actividad, como consecuencia de la creciente implicación de Tenryu en New Japan. Poco después, en 2000, WAR tuvo su último evento, celebrando el retorno de Tenryu a All Japan Pro Wrestling, de la que había departido anteriormente para establecer sus propias promociones.

## Campeonatos
| Campeonato                                        | Promovido     | Último campeón                            | Obtenido el             | Notas                         |
| ------------------------------------------------- | ------------- | ----------------------------------------- | ----------------------- | ----------------------------- |
| J-1 Heavyweight Championship                      | 1998          | Genichiro Tenryu                          | 14 de enero de 1998     | Inactivo                      |
| I-J Heavyweight Tag Team Championship             | 1996-presente | Katsuhiko Nakajima & Satoshi Kajiwara     | 27 de julio de 2012     | Actualmente en Tenryu Project |
| WAR World Six-Man Tag Team Championship           | 1994-presente | Genichiro Tenryu, Arashi & Tomohiro Ishii | 29 de diciembre de 2012 | Actualmente en Tenryu Project |
| WAR International Junior Heavyweight Championship | 1995-presente | Masao Orihara                             | 29 de diciembre de 2012 | Actualmente en Tenryu Project |

## Antiguos empleados
| - Animal Hamaguchi - Arashi - Ashura Hara - Battle Ranger - Big Titan - Crusher Bam Bam Bigelow - Corazón de León - Gedo - Genichiro Tenryu - Hiromichi Fuyuki | - Jado - Kamikaze - Kendo Nagasaki - Koji Ishinriki - Koji Kitao - Koki Kitahara - Lance Storm - Masaaki Mochizuki - Masanobu Kurisu - Masao Orihara | - Nobukazu Hirai - Nobutaka Araya - Osamu Tachihikari - Osamu Taitoko - Takashi Ishikawa - Takashi Okamura - The Great Kabuki - Último Dragón - Yoshikazu Taru - Yuji Yasuraoka |